# Diomede (Alaska)
Diomede (in inupiat Iŋalik che significa "l'altro", in russo Диомида Diomida) è una cittadina dello stato federato USA Alaska, appartiene amministrativamente al Census Area di Nome dell'Unorganized Borough.
La città si trova sulla piccola isola denominata Piccola Diomede (il nome nativo è  Ignaluk; conosciuta anche con il nome di Krusenstern Island). La Piccola Diomede è la più piccola di due isole situate nello stretto di Bering  tra l'Alaska e la Russia.
La vicina isola appunto è stata denominata la Grande Diomede ed è a soli 4 km (circa 2,4 miglia) e rappresenta il confine est di quello che era l'Unione Sovietica, ora Russia.
Solo la parte ovest di Piccola Diomede è abitata e un censimento del 2007 ha quantificato la popolazione residente in 147 unità. La cittadina ha una scuola.

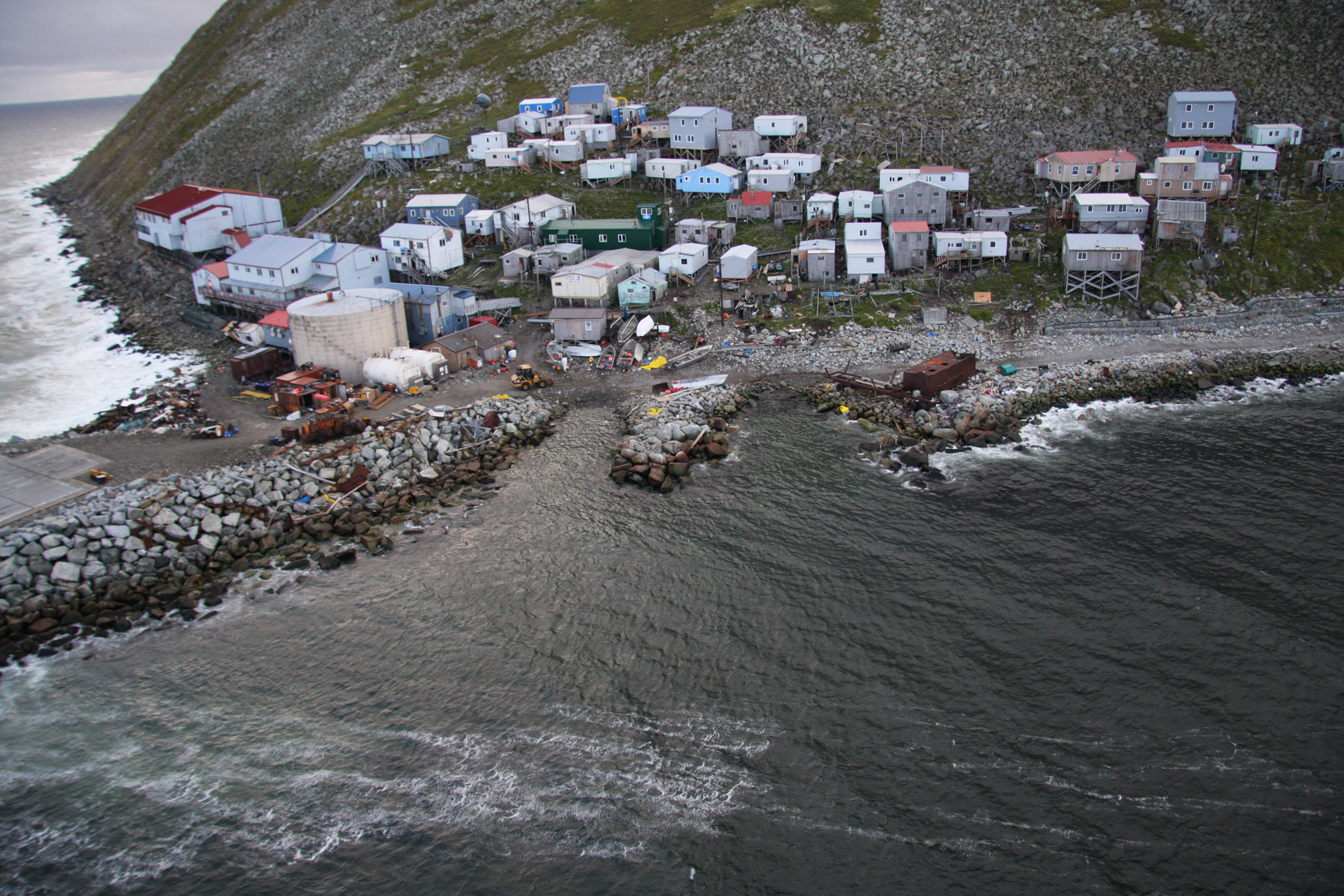
Diomede in estate